# Refuge de Rabuons
Le refuge de Rabuons est un refuge de montagne des Alpes-Maritimes situé dans le massif du Mercantour-Argentera, sur la commune de Saint-Étienne-de-Tinée. Il surplombe le lac de Rabuons.